# Stade Ernest-Wallon

Plànol de l'estadi

L'Stade Ernest-Wallon, abans Parc des Sports i després Stade des Sept Deniers, és l'estadi de l'equip de rugbi Stade Toulousain el qual n'és també el propietari. Després de la seva renovació a principis dels anys 2000, disposa de 19.500 places per a espectadors. Està situat al barri dels Sept-Deniers a prop de Blanhac, al nord-oest de Tolosa de Llenguadoc.
Duu el nom d'Ernest Wallon, president del també equip de rugbi Stade Olympien des Étudiants de Toulouse (SOET) i professor de dret a la Universitat de Tolosa, de principis del segle xx. Wallon va participar també en la creació de l'Stade des Ponts Jumeaux de Tolosa.